# Čípek patrový
Čípek patrový je označení pro kuželovitý výběžek, který se nachází na zadní straně měkkého patra. Tvoří jej zejména vazivová tkáň a svalová vlákna. Hraje klíčovou roli při polykání konzumované potravy, přičemž svůj pohyb koordinuje se zbytkem měkkého patra takovým způsobem, aby došlo ke společnému uzavření nosohltanu a nedošlo tak k vniknutí potravy do nosní dutiny. Vyskytuje se pouze u lidí. 